# Udby Sogn (Vordingborg Kommune)
Udby Sogn 
ist eine Kirchspielsgemeinde (dän.: Sogn)
im Süden der Insel Sjælland im südlichen Dänemark.
Bis 1970 gehörte sie zur Harde Bårse Herred im damaligen Præstø Amt, danach zur Vordingborg Kommune im Storstrøms Amt, die im Zuge der  Kommunalreform zum 1. Januar 2007 in der „neuen“ Vordingborg Kommune in der Region Sjælland aufgegangen ist.
Im Kirchspiel leben 318 Einwohner (Stand: 1. Januar 2023). Im Kirchspiel liegt die Kirche „Udby Kirke“.
Nachbargemeinden sind im Nordosten Bårse Sogn, im Osten Beldringe Sogn und Allerslev Sogn, im Südosten Øster Egesborg Sogn, im Süden Ørslev Sogn, im Westen Sværdborg Sogn und im Nordwesten Sværdborg Sogn.
Udby ist als Geburtsort des dänischen Theologen, Pädagogen und Patrioten Nikolai Frederik Severin Grundtvig (1783–1872) bekannt. Im Ort befindet sich ihm zu Ehren ein Museum.